# Kristina Bannikova
Kristina Bannikova (Pärnu, 15 giugno 1991) è una calciatrice estone, attaccante del Pärnu JK e della nazionale estone.

## Caratteristiche tecniche
È un attaccante esterno, abile nell'attaccare lo spazio in velocità.

## Carriera

### Club
Nata a Pärnu nel 1991, arriva in Naiste Meistriliiga, massima serie estone, a 20 anni, nel 2011, con il Tammeka Tartu. Debutta in campionato il 9 aprile, partendo titolare nella sconfitta interna per 2-0 contro il Nomme Kalju. Segna i suoi primi gol il 19 giugno, realizzando una doppietta nel 4-1 casalingo contro il Narva Trans in Meistriliiga. Chiude dopo 2 anni con 38 presenze e 11 reti segnate.
Nel 2013 va a giocare al Pärnu JK. Esordisce il 6 aprile, in Supercoppa contro il Levadia Tallinn, giocando titolare e realizzando anche la rete del 3-0 al 44' in una gara terminata 5-0 per la sua squadra. Con il Pärnu gioca 6 stagioni, dove colleziona 102 gare giocate e segna 77 gol, vincendo 5 campionati, 3 Coppe d'Estonia e 5 Supercoppe. Debutta anche nei turni preliminari della Women's Champions League, nell'agosto 2013, contro le greche del PAOK Salonicco, vincendo 3-1 e riuscendo anche a passare il girone di qualificazione come una delle 2 migliori seconde, salvo poi essere eliminata ai sedicesimi di finale dalle tedesche del Wolfsburg, poi vincitrici della competizione, con un 27-0 totale tra andata e ritorno.
Nell'estate 2018 si trasferisce in Italia, andando a giocare nel Napoli Femminile, nella neonata Serie C, raggiungendo le compagne di nazionale Eneli Kutter e Lisette Tammik.
Nel luglio 2019 ritorna in Estonia, al Pärnu JK.

### Nazionale
Senza aver giocato nelle nazionali giovanili, nel 2013 debutta in nazionale maggiore, il 20 marzo, partendo titolare nell'amichevole in trasferta a Mertzig, contro il Lussemburgo, terminata 1-1.
Segna il suo primo gol il 25 agosto dello stesso anno, realizzando l'1-0 al 45' nel successo per 4-0 sulla Lituania nella Coppa del Baltico femminile.

## Palmarès

### Club

#### Competizioni nazionali
- Naiste Meistriliiga: 5

Pärnu JK: 2013, 2014, 2015, 2016, 2017
- Eesti Naiste Superkarikas: 5

Pärnu JK: 2013, 2014, 2015, 2016, 2017
- Eesti Naiste Karikavõistlused: 3

Pärnu JK: 2014, 2015, 2017